# هوبير أشتون
هوبير أشتون (13 فبراير 1898 في الهند - 17 يونيو 1979 في المملكة المتحدة) (بالإنجليزية: Hubert Ashton)‏ هو سياسي ولاعب كركيت ولاعب كرة قدم بريطاني (وحمل سابقاً جنسية المملكة المتحدة لبريطانيا العظمى وأيرلندا) في مركز الظهير. شارك مع منتخب الهند الوطني للكريكت. أما مع النوادي، فقد لعب مع نادي بريستول روفيرز ونادي ليتون أورينت ووست بروميتش ألبيون ونادي مقاطعة ساسكس للكريكت ‏ ونادي مارليبون للكريكت ‏ ونادي جامعة كامبريدج للكريكيت ‏.

## وصلات خارجية
- هوبير أشتون على موقع إي آس بي آن كريك إنفو (الإنجليزية)